# 無鉄砲 (ラーメン店)
有限会社無鉄砲（むてっぽう、英: Muteppou Co., Ltd.）は、京都府木津川市に本店を置くラーメン店。

## 概要

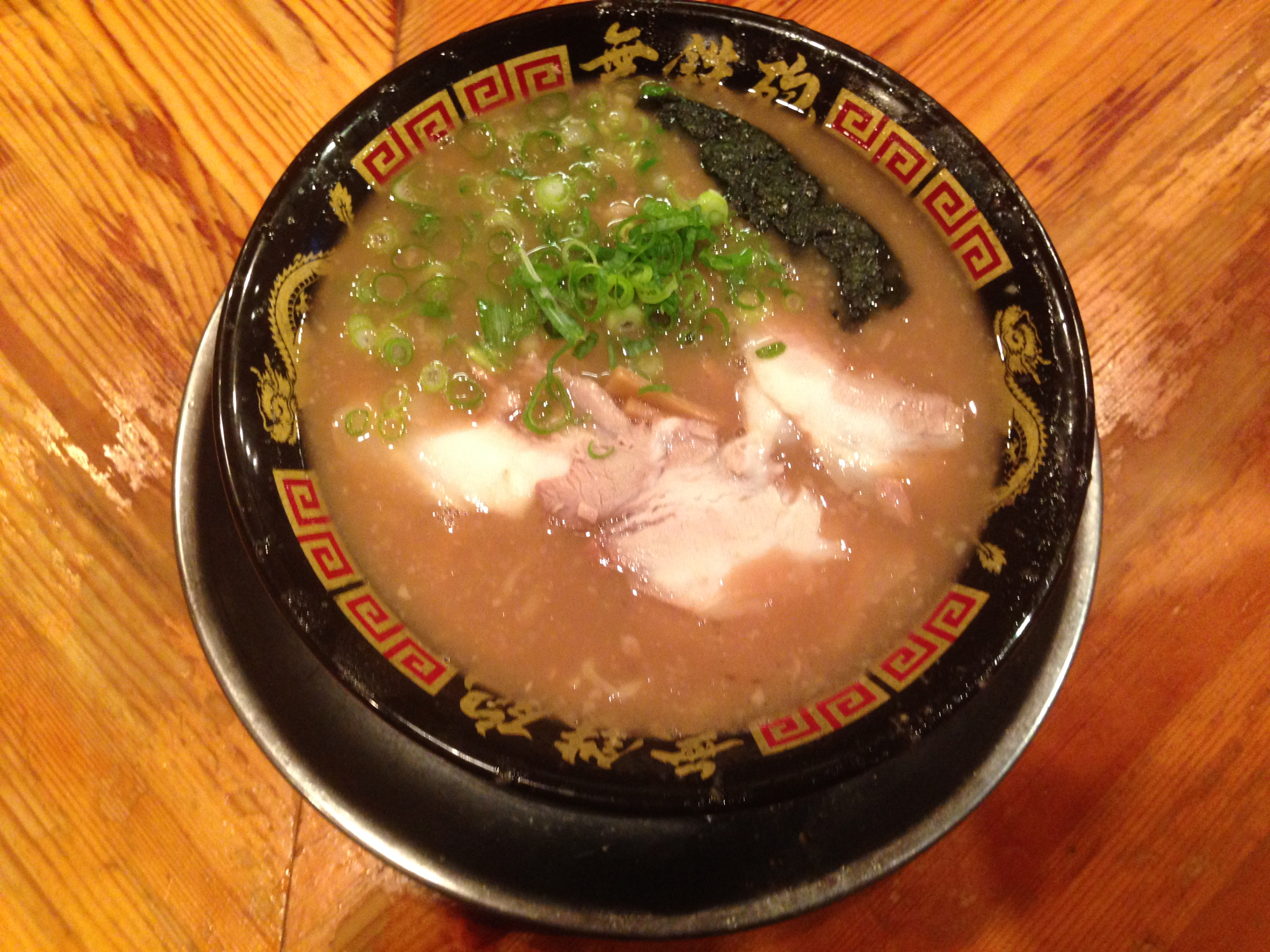
豚骨ラーメン（無鉄砲本店）

1998年（平成10年）に奈良市で創業し、移転を経て2019年（令和元年）現在は京都府に構えている本店のほか、関西を中心に日本、オーストラリアに店舗を展開している。

## 歴史
宮崎県の風来軒で修行した赤迫重之が、1998年に奈良市にて豚骨ラーメン店を開業したのが無鉄砲の発祥である。創業場所は周囲に何もない不利な立地であったが、家賃で苦しめられず材料にこだわりながら味で勝負できること、また過大なプレッシャーもなく豚骨と客に向き合ってのびのびとラーメンづくりに取り組めることから、選んだという。開店日を迎える前には店先で開店日を記したダンボールを持って1週間挨拶するなどしたが、当初はなかなか受けいれられず閑古鳥が鳴くような状態であり、客からは「白菜を入れた方がいい」「こんなドロドロのスープでは1年後には潰れる」「1か月はもたない」などと散々な言われようであった。しかし、骨と水だけでつくる豚骨ラーメンにこだわりながら味で納得してもらい、半年後には行列の絶えないラーメン店に成長した。京都に本店を移して以降は関西で着実に地盤を固め、東京やオーストラリアにも進出している。

## 沿革
- 1998年6月7日 - 奈良県奈良市に無鉄砲を開店
- 2003年12月22日 - 京都府木津川市に本店を移転して開店
- 2005年6月7日 - 無鉄砲大阪店を開店
- 2007年9月24日 - 奈良県に無鉄砲豚の骨を開店
- 2008年3月31日 - 奈良県にがむしゃらを開店
- 2009年2月20日 - シドニーにがむしゃらを開店
- 2009年8月24日 - 奈良県につけ麺無心を開店
- 2010年8月10日 - 東京都中野区につけ麺無極を開店
- 2010年8月14日 - 無鉄砲東京中野店を開店
- 2010年10月22日 - 奈良県に無鉄砲しゃばとん・無製麺を開店
- 2012年1月25日 - 東京都にがむしゃらを開店
- 2023年5月6日　- 東京中野店が火災で消失
- 2023年10月25日　- 火災後の再開ならず東京の店舗は一旦全て閉店となった

## 特徴

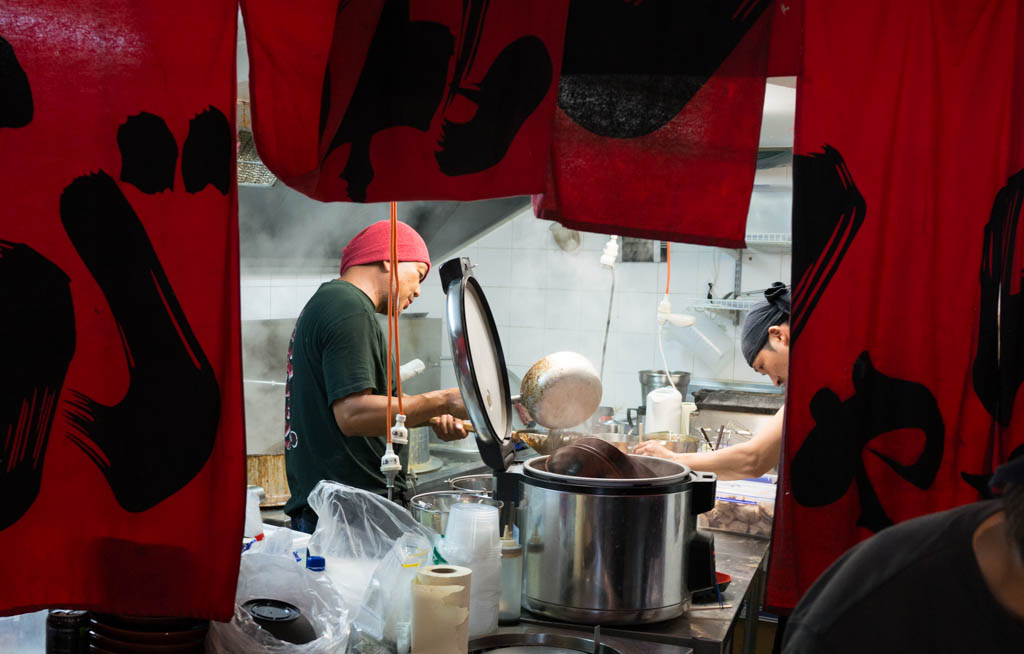
ラーメンの調理の様子（がむしゃらシドニー）

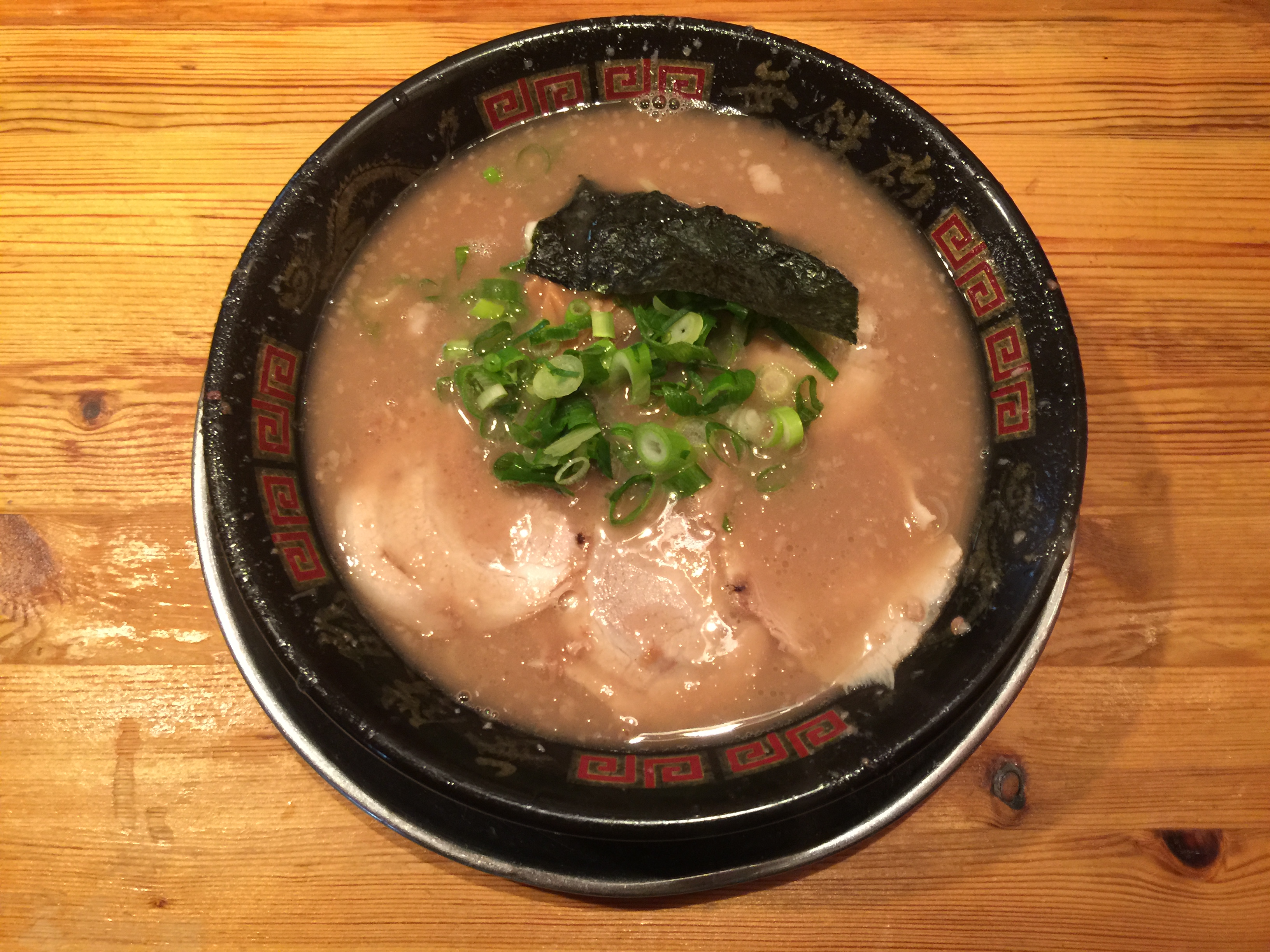
ダブルスープラーメン（無鉄砲本店）

### スープ
1日300kg以上の国産豚骨と水だけでつくるスープは、高い濃度の独特の味わいを生み出している。スープにはラードを用いておらず、独特な味わいを形成する一要素となっており、固有のファンがいることで知られる。
ダブルスープ
メニューとしてダブルスープのラーメンを提供しているのは本店と大阪店であり、その基本比率は豚骨6：魚介4だが、調整可能である。豚の骨では豚骨7：煮干3の豚にぼラーメン、がむしゃらでは魚介とんこつラーメン、東京中野店では魚出汁主体の魚醤油ラーメンがそれぞれ提供されている。

### 麺
麺は九州宮崎県（日本めん株式会社）直送の中太ちぢれ麺を使用している。無鉄砲がむしゃらおよびつけ麺店では自家製麺を使用している。

### カスタマイズ
食券を店員に渡す際に告げることで、麺の固さや味の調整ができる。
- 麺（やわらかめ・普通・かため）
- スープ（あっさり・普通・こってり）
- ネギ（少なめ・普通・多め）

店内に掲示されているのは上記の3点だけだが、これ以外に以下のものも調整出来る。
- 旨味調味料（2分の1・3分の1・抜き）
- 醤油ダレ（薄め・普通・濃いめ）
- メンマ（抜き・普通・多め）

これらの内容は「ちょい」などを付けることで更に微調整出来る。
また、以下のような隠れオーダーも存在する。
| オーダー内容     | オーダー内容                               |
| ---------------- | ------------------------------------------ |
| デキコテ         | できるだけ多くの背脂を振りかける。         |
| ブロック         | 脂のかたまりを入れる。                     |
| なめらか         | スープを注ぐ際に目の細かい濾し網を用いる。 |
| 全抜き           | 麺とスープのみで提供される。               |
| 全部多め         | 海苔、ネギ、メンマなど全部多めになる。     |
| 熱々（あつあつ） | あらかじめ温めた具材をのせて提供する。     |

| トッピング画像一覧 | トッピング画像一覧 | トッピング画像一覧 | トッピング画像一覧 | トッピング画像一覧 | トッピング画像一覧 | トッピング画像一覧 |
| スープ             | スープ             | スープ             | ネギ               | ネギ               | 麺                 | 麺                 |
| ------------------ | ------------------ | ------------------ | ------------------ | ------------------ | ------------------ | ------------------ |
| 超こってり         |                    |                    | 超多め             |                    | バリカタ           |                    |
| こってり           |                    |                    | 多め               |                    | かため             |                    |
| 普通               |                    |                    | 普通               |                    | 普通               |                    |
| あっさり           |                    |                    | 少なめ             |                    | やわらかめ         |                    |
| 超あっさり         |                    |                    | 超少なめ           |                    | バリヤワ           |                    |

ラーメンギャラリー
- 豚骨ラーメン（無鉄砲東京中野店）
- 醤油ラーメン（無鉄砲本店）
- 豚骨ラーメン（無鉄砲大阪店）
- 純とんこつラーメン（無鉄砲がむしゃら）
- 豚そば（無鉄砲しゃばとん）
- 豚にぼラーメン（豚の骨@京都本店）
- 濃厚豚骨つけ麺（無鉄砲つけ麺無極）
- 豚骨つけ麺（無鉄砲つけ麺無心）
- 豚骨ラーメン（無鉄砲がむしゃらオーストラリア）

## 店舗

### 京都府
- 無鉄砲京都本店

### 大阪府
- 無鉄砲大阪店

### 奈良県
- 豚の骨（奈良県大和郡山市）
- 無鉄砲がむしゃら（奈良県大和郡山市・豚の骨と同一店舗）
- 無鉄砲しゃばとん（奈良県奈良市）
  - 無製麺（奈良県奈良市・しゃばとん店舗内）
- 無鉄砲つけ麺無心（奈良県奈良市）

### 東京都
- 無鉄砲東京中野店（閉店）
- 無鉄砲がむしゃら（東京都中野区）（閉店）
- 無鉄砲つけ麺無極（東京都中野区）（閉店）

### オーストラリア
- 無鉄砲がむしゃらオーストラリア（シドニー）

店舗ギャラリー
- 無鉄砲京都本店
- 無鉄砲大阪店
- 無鉄砲東京中野店
- 無鉄砲つけ麺無極（東京都中野区）
- 豚の骨（京都本店）
- 無鉄砲がむしゃら（大和郡山市）
- 無鉄砲しゃばとん（奈良市）
- 無鉄砲つけ麺無心（奈良市）
- 無鉄砲がむしゃらオーストラリア（シドニー）

## 独立
| ぶたのほし とんこつラーメン |  | ぶたのほし 店舗外観 |
| ぶたのほし とんこつラーメン |  | ぶたのほし 店舗外観 |

無鉄砲は修行が厳しいことで知られるが、無鉄砲の流れを汲むラーメン店は今や無鉄砲系とも呼ばれ、一大勢力を形成している。以下は無鉄砲出身（監修）店である。
- 裸一貫（宮崎県）
- やけっぱち（宮崎県）
- いじっぱり（宮崎県）
- 与七（滋賀県）
- 豚骨中華そばがんたれ（和歌山県）
- 骨砕（東京都・監修）
- ぶたのほし（兵庫県）

## 持ち帰り&通信販売
| 無鉄砲の持ち帰り用ラーメン |  | 無心の持ち帰り用つけ麺 |
| 無鉄砲の持ち帰り用ラーメン |  | 無心の持ち帰り用つけ麺 |

| 通信販売のラーメンセット |  | 通信販売のつけ麺セット |
| 通信販売のラーメンセット |  | 通信販売のつけ麺セット |

無鉄砲は持ち帰り用ラーメンと通信販売にその初期から力をいれている。現代では同様のサービスを提供するラーメン店は少なくないが、2000年初頭において、店舗で提供しているラーメンをそのままの状態（ストレートタイプ）で家庭へと届ける試みは先駆的なものであり、無鉄砲の知名度を全国区へと押し上げる一つの要因となった。お持ち帰り用ラーメンを一度に4つ購入すると高菜が1袋サービスされる特典がある。持ち帰り及び通信販売のサービスは、今や無鉄砲の代名詞の一つとなっている。

## グッズ

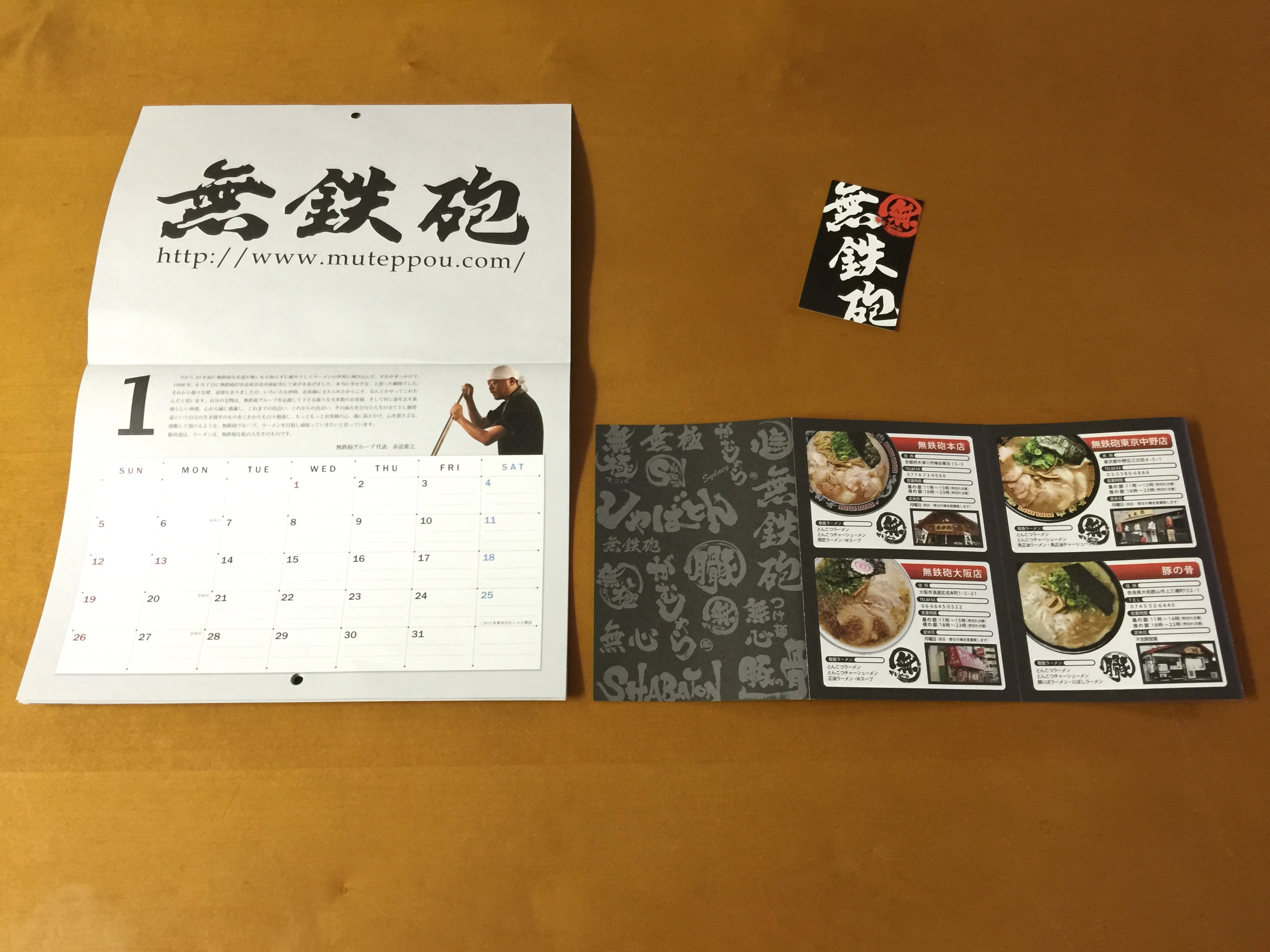
無鉄砲グッズ

無鉄砲は店舗でのパンフレットや名刺に加え、イベント時は先着順でカレンダーやTシャツ等を配布している。これまで多くの無鉄砲グッズが生産されており、先着順でプレゼントされる豚の骨営業時のアニバーサリーTシャツ等、前日から並ばないと手にすることができないグッズもある。

## スラング
無鉄砲のファンは俗にムテオタ（ムテ信者）と呼ばれる。全国区の人気を誇るラーメン店のファンは独自の呼称で呼ばれることがあるが、他にジロリアン（ラーメン二郎のファン）等が挙げられる。

## 受賞歴
これまで数多くの賞を受賞している。以下はその一例である。

### 日本
- 2009年 - KANSAI一週間 ラーメン大賞
- 2010年 - TRYラーメン大賞 新人賞総合1位、名店部門 豚骨1位
- 2011年 - TRYラーメン大賞 名店部門 豚骨1位
- 2012年 - TRYラーメン大賞 名店部門 豚骨1位
- 2013年 - TRYラーメン大賞 名店部門 豚骨1位
- 2014年 - TRYラーメン大賞 名店部門 豚骨1位
- 2014年 - 京野菜たっぷり九条ねぎラーメンバトル グランプリ、トップセールス賞

### オーストラリア
- 2013年 - Sydney Food Bloggers Choice Awards[14]
- 2014年 - Sydney Morning Herald Good Food Under $30 Awards The three star recipient[15]

## タイアップ商品
これまで大手メーカーやコンビニと提携し、数多くのカップ麺、生ラーメン、つけ麺等を販売している。以下はその一例である。

### カップ麺
- 日清 有名店シリーズ 濃厚豚骨 無鉄砲（2006年）
- コンビニ商品 無鉄砲豚の骨 豚にぼラーメン（2008年）
- 日清 関西豚骨の真髄！超濃厚豚骨 無鉄砲（2011年）
- 日清 極旨重ね せたが屋×無鉄砲 豚骨ホタテ煮干し味（2012年）
- 日清 有名店シリーズ 無鉄砲 × 豚の骨 濃厚豚にぼ（2014年10月27日発売）[16]

### 生ラーメン
- 日清食品チルド株式会社 無鉄砲 超濃厚豚骨2人前（2011年）

### つけ麺
- 日清食品チルド株式会社 無鉄砲 つけ麺無心 超濃厚豚骨2人前（2011年）
- ローソン 無鉄砲監修 冷し豚骨つけ麺（2014年）

### お菓子
- 株式会社おやつカンパニー ラーメン無鉄砲監修 ベビースターラーメン 超濃厚豚骨味（2015年）

## イベント
| 無鉄砲の社用車 |  | 無鉄砲の社用車 |
| 無鉄砲の社用車 |  |                |

これまで数多くのイベントに出店している。また他店とコラボレーションを行い、限定麺等の販売イベントを実施している。また、被災地支援の炊き出しや義援金活動、学校での食育活動等を積極的に行っている。以下はその一例である。

### 出店
| 京野菜豚骨ラーメン |  | お台場ラーメンパーク in 福井 |
| 京野菜豚骨ラーメン |  | お台場ラーメンパーク in 福井 |

- 大つけ麺博（2009 - ）[17][18]
- 東京ラーメンショー（2009 - ）

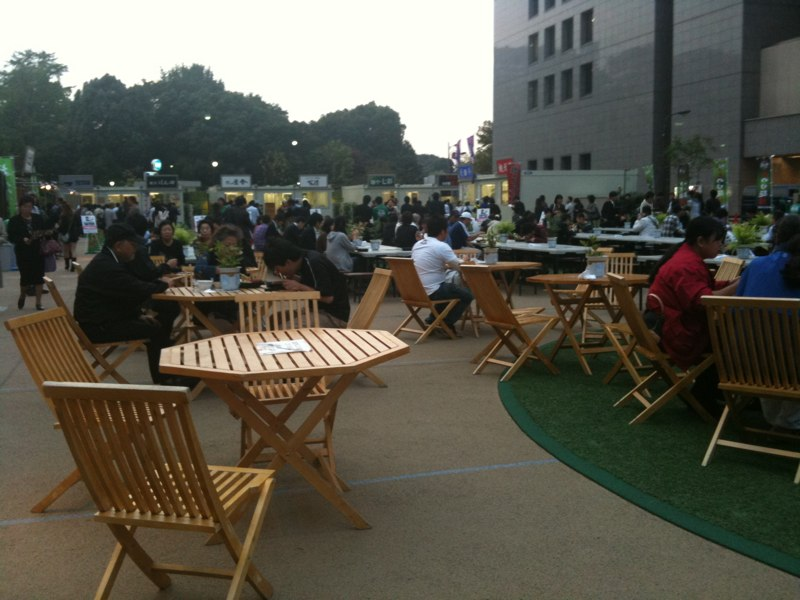
第一回大つけ麺博の様子（日比谷パティオ、2009年）

- 陸前高田市「うごく七夕祭り」炊き出し参加（2011年8月6〜7日）
- 第11回人気話題の味紀行 全国味の逸品会 西武百貨店池袋本店（2012年4月20〜25日）
- TRYラーメン大賞xマルハンごはんどきコラボ出店 石川県、富山県など（2012年）
- 広島福屋百貨店八丁堀本店 第63回福屋名物「秋の全国うまいもの大会」（2012年10月4〜9日）
- 信越麺戦記（2013年4月）
- NST2013 新潟「ラーメンWars”～麺下統一 八千代の乱～」（2013年9月28日〜29日）
- 福島ラーメンショー「ラーメンで福島を元気に！」（2014年5月1〜6日）
- 京野菜フェスティバル2014「京野菜たっぷり九条ねぎラーメンバトル」（2014年11月1〜3日）
- 関西ラーメンダービー2014（2014年11月22〜24日）
- お台場ラーメンPARK in 福井（後半の部：2015年3月25〜30日）
- 2015肉汁祭 全国どんぶりチャンピオン決定戦（第3週：2015年4月28〜5月4日）

### コラボレーション
- せたが屋x無鉄砲（2011年2月18〜19日、つけ麺無極・無鉄砲東京中野店にて）[19]
- 無鉄砲xラーメン軍団（京都一乗寺）東日本大震災復興チャリティ営業（2011年4月18日、無鉄砲京都本店にて）
- とみ田x無鉄砲（2011年6月5日とみ田にて、6月7日無鉄砲本店にて）
- 俺のラーメン あっぱれ屋x無鉄砲「無鉄っぱれ屋」（2012年2月26日、俺のラーメン あっぱれ屋にて）
- ソラノイロx無鉄砲（2012年9月15〜16日、地域力宣言 ニッポンを元気にする物産展！、京都大丸）
- 麺屋うえだx無鉄砲（2012年12月8及び15日、無鉄砲東京中野店にて）
- とみ田x無鉄砲（2013年1月8〜15日、第8回 全国有名 寿司・弁当とうまいもの会、西武池袋本店）
- 俺のラーメン あっぱれ屋x無鉄砲「あっ 豚の骨 屋っ！」（2014年12月22日無鉄砲本店にて）

### 食育活動
- 三重県伊賀市（2013年3月4日）[20]

## TV出演

### 地上波
- MUSIC EDGE + Osaka Style（毎日放送）2008年2月5日 24:55 - 25:25
- 痛快!エブリデイ（関西テレビ）2008年4月8日
- グッと!地球便〜海の向こうの大切な人へ〜（読売テレビ）2009年4月5日 10:25 - 11:25
- ホントに知りたいアノ質問 バカなフリして聞いてみた（日本テレビ）2011年2月11日 12:30 - 13:30
- ありえへん∞世界（テレビ東京）2011年7月12日(火) 19:00～19:54
- アレ分の1（関西テレビ）2011年9月17日 14:00
- 朝生ワイド す・またん!（読売テレビ）2011年11月2日
- 「元祖！大食い王決定戦～夏の新人戦～（テレビ東京）2012年7月7日
- カスペ！・見れば必ず応援したくなる！「キビシー！」〜この時代にこんな世界があったのかSP～（フジテレビ）2013年7月9日 19:00 - 20:54
- おはよう朝日土曜日です（朝日放送）2013年10月5日 06:30 - 08:00

### ネット配信
- La・La・La・ラーメン！愛の貧乏脱出大作戦（ニコニコチャンネル）2013年3月22日 18:00
- La・La・La・ラーメン！The Woman★ラーメン職人グランプリ（ニコニコチャンネル）2013年5月26日 18:00

他多数

## 関連人物
- 赤迫重之